# Papa Sergiu al III-lea
Papa Sergiu al III-lea (n. 860 d.Hr., Roma, Statele Papale – d. 14 aprilie 911 d.Hr., Roma, Statele Papale) a fost Papă al Romei în perioada 29 ianuarie 904–14 aprilie 911. Papa Sergiu al III-lea a fost ales în 897, dar a renunțat la scaunul pontifical în favoarea papei Ioan al IX-lea.
Pontificatul papei Sergiu al III-lea este marcat de puternica influență exercitată de familia conților de Tusculum, în special de Theophilact (d. 927) și de soția sa, Theodora.
Există opinii docte contradictorii despre relațiile dintre papa Sergiu al III-lea și Marozia, fiica lui Theophilact și Theodora, mai ales în legătură cu paternitatea fiului acesteia, viitorul papă Ioan al XI-lea (931–935). Marozia l-a născut pe viitorul papă Ioan al XI-lea în adolescență, la aproximativ 15 ani. 
Cu papa Sergiu al III-lea, supranumit „sclavul tuturor viciilor”, a început o perioadă de gravă corupție și imoralitate a papalității, ulterior denumită de istorici „pornocrație” (904–963).    